# Jacqueline Belle
Jacqueline Alexandra Belle (* 1. Juni 1989 in München) ist eine deutsche Synchronsprecherin und Hörfunkmoderatorin.

## Leben und Karriere
Jacqueline Belle ist die Nichte des Synchronsprechers Ekkehardt Belle und die Schwester des Synchronsprechers Maximilian Belle. Ihre ersten Synchronrollen sprach sie als Kind im Alter von 11 Jahren. Belle machte nach ihrem Abitur zunächst ein Praktikum beim Radio und studierte, bevor sie fest zum Radio kam, Pharmazie. Sie ist die Station-Voice für den TV-Sender sixx. Belle war auch als Sprecherin bei Werbespots für die Unternehmen Media Markt, Stabilo, Oxford, Otto, AOK, ThyssenKrupp und McDonald’s tätig. Außerdem las sie Hörbücher, unter anderem Sommerfrost von Manuela Martini.
Zudem arbeitete sie als freie Moderatorin und Redakteurin für das Aus- und Fortbildungsradio  afk M94.5 und moderierte u. a. zusammen mit Sebastian Benesch die wöchentliche Sendung Das Katerfrühstück. Danach wechselte sie als Moderatorin zum Münchener Lokalrundfunksender 95.5 Charivari. Seit Herbst 2015 moderiert sie für Bayern 3, anfangs zunächst die Sendung Bayern 3 – Durch die Nacht,  später als Vertretung in der Morningshow Die Frühaufdreher. Darüber hinaus war sie gelegentlich am Wochenende zu unterschiedlichen Uhrzeiten auf Sendung. Ab 2019 moderierte Jacqueline Belle mit Jerry Gstöttner gemeinsam die Sendungen Die Zwei für euren Feierabend und Die Zwei für euren Start ins Wochenende zweiwöchentlich. Seit Juli 2023 moderiert sie zusammen mit Gstöttner im Zwei-Wochen-Rhythmus die Morningshow Die Frühaufdreher.
Zusätzlich zu ihren Radiosendungen führt Belle seit dem 30. November 2020 für Bayern 3 durch den Podcast True Crime und ist für den Instagramkanal des Senders zuständig. Mit Rechtsanwalt Alexander Stevens, dem Co-Host des Podcasts True-Crime, tourt Belle mit der Live-Show True Crime: Der perfekte Mord durch Deutschland.
Ab Ende Juli 2018 war sie zudem für das ehemalige Magazin Endlich Feierabend! bei Sat.1 als Reporterin für verschiedene Beiträge zu sehen.
Zusammen mit Sebastian Benesch ist Belle seit Oktober 2021 wöchentlich im Bayern-3-Podcast Wenn das ich wäre zu hören. Gemeinsam mit Benedikt Gutjan war sie zum Teil zweiwöchentlich im Synchronsprecher-Podcast HART4 zu hören.
Jacqueline Belle lebt mit ihrer Familie in München und hat seit 2024 ein Kind.

## Filmografie (Auswahl)
Christian Serratos
- 2008: Twilight – Bis(s) zum Morgengrauen als Angela Weber
- 2009: New Moon – Biss zur Mittagsstunde als Angela Weber
- 2010: Eclipse – Bis(s) zum Abendrot als Angela Weber
- 2011: Breaking Dawn – Bis(s) zum Ende der Nacht – Teil 1 als Angela Weber

Vanessa Kirby
- 2016: Ein ganzes halbes Jahr als Alicia
- 2018: Mission: Impossible – Fallout als Weiße Witwe
- 2019: Fast & Furious: Hobbs & Shaw als Hattie Shaw
- 2023: Mission: Impossible – Dead Reckoning Teil Eins als Weiße Witwe

Skyler Samuels
- 2010: Reine Fellsache als Amber
- 2015: DUFF – Hast du keine, bist du eine als Jessica Harris

Nathalie Emmanuel
- 2014–2019: Game of Thrones als Missandei
- 2015: Maze Runner – Die Auserwählten in der Brandwüste als Harriet

Cara Delevingne
- 2015: Margos Spuren als Margo
- 2021: Only Murders in the Building als Alice

Lady Gaga
- 2015–2016: American Horror Story als Elizabeth Johnson / The Countess
- 2021: House of Gucci als Patrizia Reggiani

### Filme
- 2009: Rosabell Laurenti Sellers in Ex als Barbara
- 2011: Julianne Hough in Footloose als Ariel Moore
- 2015: Tatiana Maslany in Die Frau in Gold als junge Maria Altmann
- 2015: Vanessa Guide in Aladin – Tausendundeiner lacht!
- 2015: Rose Leslie in The Last Witch Hunter als Chloe
- 2016: Emily Meade in Money Monster als Molly
- 2018: Vanessa Guide in Aladin – Wunderlampe vs. Armleuchter
- 2023: Teyonah Parris in The Marvels als Monica Rambeau/Photon

### Serien
- 2009–2012: Bridgit Mendler in Die Zauberer vom Waverly Place als Juliet Van Heusen
- 2011–2013: Kelsey Chow in Pair of Kings – Die Königsbrüder als Mikayla Makoola
- 2011–2014: Stefanie Scott in A.N.T.: Achtung Natur-Talente als Lexi Reed
- 2015–2021: Luisa D’Oliveira in The 100 als Emori
- 2016: Chiara Parravicini in Soy Luna als Yamila „Yam“ Sánche
- 2016–2017: Ivana Baquero in The Shannara Chronicles als Eretria
- 2016–2021: Molly Bernard in Younger als Lauren Heller
- 2016–2018: Emily Berrington in Humans als Niska
- 2018–2019, 2021: Fiona Dourif in The Blacklist als Lillian Roth / Jennifer Reddington
- seit 2020: Claudia Doumit in The Boys als Victoria Neuman
- 2020–2022: Perry Mattfeld in In the Dark als Murphy Mason
- 2021: Teyonah Parris in WandaVision als Monica Rambeau / Geraldine